# Пэрриш, Доминик
Доминик Оливия Пэрриш (англ. Dominique Olivia Parrish; 5 ноября 1996, Скотс-Валли, Калифорния, США) — американская спортсменка, борец вольного стиля, чемпионка мира.

## Карьера
В феврале 2022 года в Стамбуле на международном турнире Яшар Догу она стала бронзовым призёром. В мае 2022 года она стала победителем Панамериканского чемпионата, который прошёл в мексиканском Акапулько, где в финале она победила Луису Вальверде из Эквадора. В июле 2022 года она неудачно выступила на международном турнире в Тунисе. В сентябре 2022 года в финале чемпионата мира в Белграде, одолев монголку Батхуягийн Хулан, она первенствовала в весовой категории до 53 кг. В мае 2023 года в Буэнос-Айресе в схватке за бронзовую медаль она уступила мексиканке Карле Абигаил Мартинез, заняв итоговое 5 место. В сентябре 2023 года на чемпионате мира в Белграде, в первом круге уступила Антим Пангхал из Индии и выбыла из соревнований. В январе 2024 года в Загребе она проиграла схватку за бронзу на Гран-при Загреба. В феврале 2024 года на Панамериканском квалификационном олимпийском турнире, проходившем в Акапулько, она получила квоту для США на летние Олимпийские игры 2024 года, которые пройдут в Париже.

## Достижения
- Чемпионат мира по борьбе 2022 — ;
- Панамериканский чемпионат по борьбе 2022 — ;